# ستيريون سبخي
ستيريون سبخي (الاسم العلمي:Satyrium paludosum) هو نوع من النباتات يتبع جنس الستيريون من الفصيلة السحلبية.